# Gérard Janvion
Gérard Janvion (ur. 21 sierpnia 1953 w Fort-de-France na Martynice) – piłkarz francuski pochodzenia martynikańskiego grający na pozycji obrońcy.

## Kariera klubowa
Karierę piłkarską Janvion rozpoczął na Martynice, w klubie CS Case-Pilote. W pierwszym zespole grał w latach 1970–1972, a następnie wyjechał do Francji i został zawodnikiem AS Saint-Étienne. Latem 1972 zadebiutował w jego barwach we francuskiej Ligue 1, jednak w pierwszych dwóch sezonach był rezerwowym w drużynie "Zielonych". W 1974 roku został z ASSE mistrzem Francji, a także zdobył Puchar Francji i od tego czasu był już podstawowym zawodnikiem klubu. W 1975 roku doprowadził Saint-Étienne do wywalczenia kolejnego dubletu, a w 1976 trzeci raz z rzędu został mistrzem ligi. Natomiast w 1977 roku zdobył swój trzeci krajowy puchar. Swój kolejny i ostatni sukces z Saint-Étienne osiągnął w sezonie 1980/1981, gdy znów wywalczył mistrzostwo ligi. Do 1983 roku rozegrał w barwach "Zielonych" 301 ligowych meczów, w których ośmiokrotnie wpisywał się na listę strzelców.
Latem 1983 roku Janvion przeszedł z Saint-Étienne do stołecznego Paris Saint-Germain, ówczesnego zdobywcy Pucharu Francji. W PSG spędził dwa sezony i w tym okresie rozegrał 42 ligowe mecze. W 1985 roku zmienił barwy klubowe i został piłkarzem AS Béziers. Przez dwa lata grał w rozgrywkach trzeciej ligi i w 1987 roku zakończył piłkarską karierę w wieku 34 lat.
| Sezon   | Klub                | Kraj      | Rozgrywki            | Mecze | Bramki |
| ------- | ------------------- | --------- | -------------------- | ----- | ------ |
| 1970/71 | CS Case-Pilote      | Martynika | I liga               | ?     | ?      |
| 1971/72 | CS Case-Pilote      | Martynika | I liga               | ?     | ?      |
| 1972/73 | AS Saint-Étienne    | Francja   | Ligue 1              | 8     | 1      |
| 1973/74 | AS Saint-Étienne    | Francja   | Ligue 1              | 9     | 2      |
| 1974/75 | AS Saint-Étienne    | Francja   | Ligue 1              | 22    | 1      |
| 1975/76 | AS Saint-Étienne    | Francja   | Ligue 1              | 32    | 1      |
| 1976/77 | AS Saint-Étienne    | Francja   | Ligue 1              | 35    | 1      |
| 1977/78 | AS Saint-Étienne    | Francja   | Ligue 1              | 27    | 0      |
| 1978/79 | AS Saint-Étienne    | Francja   | Ligue 1              | 37    | 0      |
| 1979/80 | AS Saint-Étienne    | Francja   | Ligue 1              | 36    | 1      |
| 1980/81 | AS Saint-Étienne    | Francja   | Ligue 1              | 37    | 0      |
| 1981/82 | AS Saint-Étienne    | Francja   | Ligue 1              | 34    | 0      |
| 1982/83 | AS Saint-Étienne    | Francja   | Ligue 1              | 24    | 1      |
| 1983/84 | Paris Saint-Germain | Francja   | Ligue 1              | 23    | 0      |
| 1984/85 | Paris Saint-Germain | Francja   | Ligue 1              | 19    | 0      |
| 1985/86 | AS Béziers          | Francja   | Championnat National | 28    | 1      |
| 1986/87 | AS Béziers          | Francja   | Championnat National | 11    | 0      |

## Kariera reprezentacyjna
W reprezentacji Francji Janvion zadebiutował 12 października 1975 roku w przegranym 1:2 meczu eliminacji do Euro 76 z NRD. W 1978 roku został powołany przez selekcjonera Michela Hidalgo do kadry na Mistrzostwa Świata w Argentynie. Tam wystąpił we dwóch spotkaniach: przegranym 1:2 z Włochami i wygranym 3:1 z Węgrami. Z kolei w 1982 roku był w drużynie "Tricolores" na mundial w Hiszpanii. Zajął z Francją 4. miejsce, a jego wkład w ten sukces to sześć spotkań: z Kuwejtem (4:1), z Czechosłowacją (1:1), z Austrią (1:0), z Irlandią Północną (4:1), półfinał z RFN (3:3, karne 4:3) oraz mecz o 3. miejsce z Polską (2:3). Ostatni mecz w drużynie narodowej rozegrał 6 października 1982 przeciwko Węgrom (0:1). Łącznie wystąpił w niej 40 razy.